# Informatiesysteem
Een informatiesysteem is een systeem waarmee informatie over objecten of personen beheerd - verzameld, bewerkt, geanalyseerd, geïntegreerd en gepresenteerd - kan worden. Tot een informatiesysteem in ruime zin worden naast de data en de technieken en faciliteiten om data te ordenen en te interpreteren vaak ook de ermee verbonden organisatie, personen en procedures gerekend.
Veel informatiesystemen zijn geautomatiseerd en omvatten dus hardware en software.

## Doelen
Naast het beheer van de data kunnen doelen van een informatiesysteem zijn om (1) informatie uit de gegevens te genereren, zoals omzet-ontwikkelingen, en (2) controle uit te oefenen over de objecten of personen waarop de data betrekking hebben. Informatiesystemen komen in veel domeinen voor, bijvoorbeeld bij beheer van productie (productinformatiesysteem) of personeel (personeelsinformatiesysteem) en voor de opsporing van personen in Europa (Schengen-informatiesysteem).

## Voorbeelden
Een voorbeeld is het geografisch informatiesysteem (GIS), waarin geografische informatie die bijvoorbeeld met behulp van satellieten is verzameld wordt geïntegreerd,  geïnterpreteerd en gepresenteerd. Dit wordt bijvoorbeeld gedaan om de ontwikkeling van het ruimtegebruik van een bepaalde streek in kaart te brengen.